# Business intelligence
Business intelligence (BI) — це збирання, зберігання і аналіз даних що утворюються при діяльності організації. Метою business intelligence є підтримка прийняття кращих управлінських рішень

## Визначення
Термін «A Business Intelligence System» вперше ввів у 1958 дослідник фірми IBM Ганс Пітер Лун у однойменній статті.
У сучасному розумінні термін «Business Intelligence» вперше ввів Говард Дрезнер у 1989 році, як узагальнювальний термін для опису "концепцій та методів для покращення прийняття бізнес-рішень, використовуючи системи підтримки прийняття рішень, засновані на фактах" Після цього Говард Дрезнер більше 10 років працював у консалтинговій компанії Gartner науковим співробітником і віце-президентом з Business Intelligence, що ймовірно стало суттєвою причиною закріплення оригінального та привабливо-таємничого терміна "Business Intelligence" у консалтингу і практиці ділової аналітики (Business Analytics).  
1996 року Gartner дала таке визначення терміна Business Intelligence: 
програмні засоби, що функціонують в рамках підприємства і які забезпечують функції доступу та аналізу інформації, яка міститься в сховищі даних, а також забезпечують прийняття правильних і обґрунтованих управлінських рішень.Оригінальний текст (англ.)
The key to thriving in a competitive marketplace is staying ahead of the competition. Making sound business decisions based on accurate and current information takes more than intuition. Data analysis, reporting and query tools can help business users wade through a sea of data to synthesize valuable information from it—today these tools collectively fall into a category called “Business Intelligencece”

У першій декаді XXI століття Gartner значно розширило поняття цього терміна: 
BI — це узагальнювальний термін, що включає застосунки, інфраструктуру й інструменти, а також кращі практики, які забезпечують доступ до інформації та її аналіз з метою оптимізації рішень і управління ефективністю".Оригінальний текст (англ.)
BI is an umbrella term that includes the applications, infrastructure and tools, and best practices that enable access to and analysis of information to improve and optimize decisions and performance.

## ВІ та сховища даних
Зазвичай програмні продукти типу BI використовують дані, які зберігаються у сховищі даних. Разом з тим, з одного боку, не всі сховища даних використовуються для потреб BI, а з іншого, не всі ВІ-продукти потребують сховища даних. Цю особливість зокрема відображено в класифікації ВІ-систем, яку дає Forrester Research (ВІ в широкому і вузькому розумінні).